# Tricholoma orirubens
Tricholoma orirubens Lucien Quélet, 1872) din încrengătura Basidiomycota, în familia Tricholomataceae și de genul Tricholoma, denumită în popor nicoreți, este o specie de ciuperci comestibile care coabitează, fiind un simbiont micoriza, formând prin urmare micorize pe rădăcinile arborilor. Buretele destul de comun și răspândit în România, Basarabia și Bucovina de Nord, trăiește pe sol calcaros sau argilos, în grupuri, rar izolat, des în cercuri de vrăjitoare uneori foarte mari (astfel, în Germania a fost găsit unul cu un diametru de 80m cu aproximativ 10.000 exemplare), în păduri de foioase, în primul rând sub fagi, dar și pe lângă stejari. Timpul apariției de la câmpie la munte este din (august) septembrie până în noiembrie (decembrie), dar uneori, de asemenea, între aprilie și mai.

## Taxonomie
Specia a fost descrisă pentru prima oară drept Agaricus guttatus de savantul german Jacob Christian Schäffer în volumul 4 al operei sale Fungorum qui in Bavaria et Palatinatu circa Ratisbonam nascuntur icones, nativis coloribus expressae din 1774, și compatriotul lui, Paul Kummer, a transferat specia corect la genul Tricgoloma sub păstrarea epitetului, de verificat în opera sa principală Der Führer in die Pilzkunde: Anleitung zum methodischen, leichten und sicheren Bestimmen der in Deutschland vorkommenden Pilze mit Ausnahme der Schimmel- und allzu winzigen Schleim- und Kern-Pilzchen din 1871.
Dar numele binomial hotărât este Tricholoma orirubens, determinat de micologul francez Lucien Quélet, de verificat în volumul 5 al Mémoires de la Société d'Émulation de Montbéliard din 1872 care este și numele curent valabil (2020).
Toate celelalte încercări de redenumire (vezi infocaseta) sunt acceptate sinonim, dar neglijabile, nefiind folosite.
Numele generic este derivat din cuvintele de limba greacă veche (greacă veche τριχο=păr) și (greacă veche λῶμα=margine, tiv de ex. unei rochii), iar epitetul din verbul latin (latină oriri=a apărea, a începe, a purcede) și participiul latin (latină rubens=înroșind, înroșind de rușine, și: roșiatic) datorită în primul rând înroșiri treptate ale cărnii după tăiere, dar poate și în urma colorării lamelelor la bătrânețe și efectului cauzat prin apăsare.

## Descriere

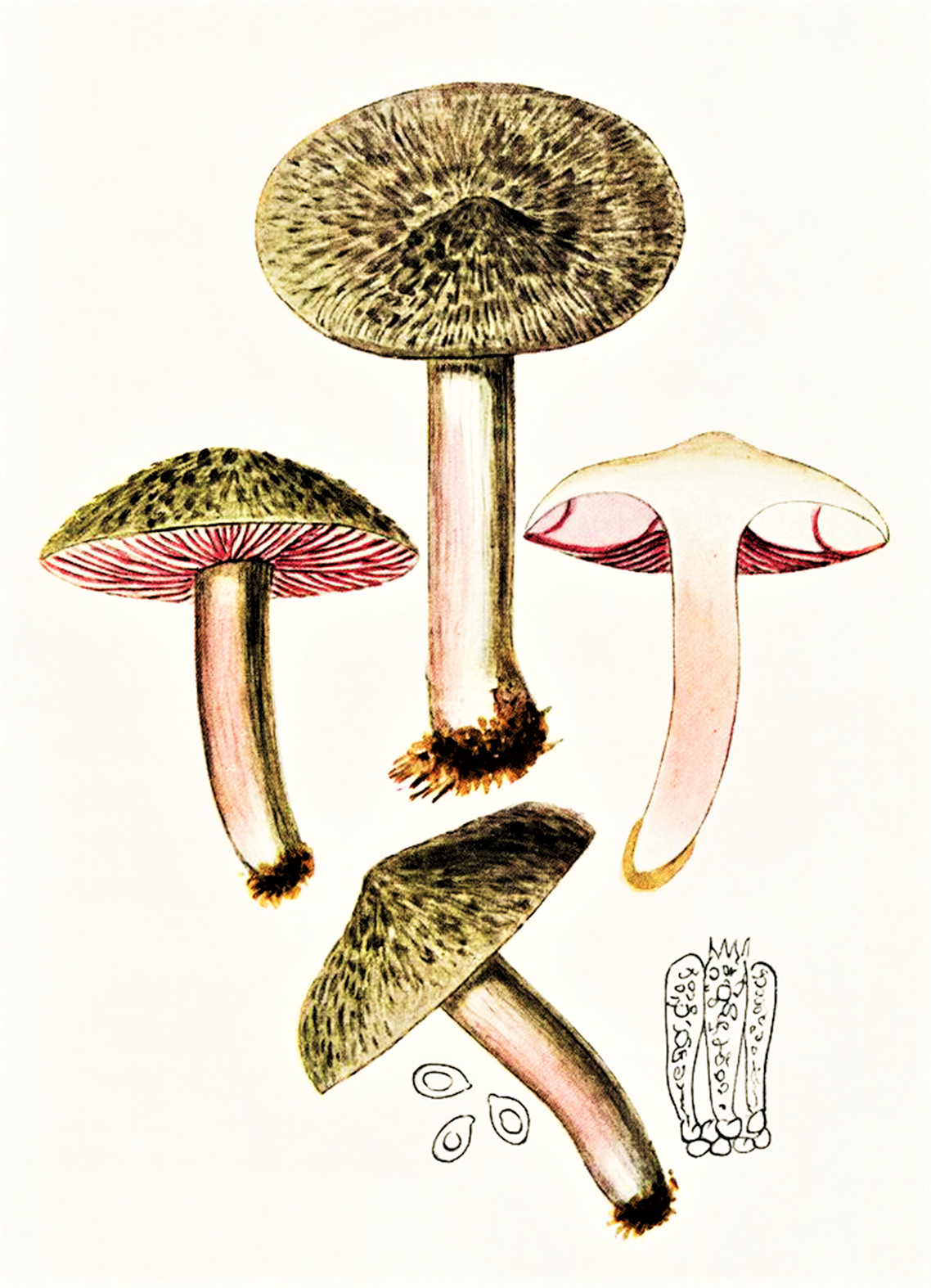
Bres.: Tricholoma orirubens

- Pălăria: are un diametru de 4-9 (11) cm, este destul de cărnoasă, pentru mult timp convexă sau conică și cocoșată cu marginea nu răsucită spre interior, apoi aplatizată, îndoită și/sau adâncită în formă de pâlnie cu o cocoașă ascuțită în mijloc. Suprafața cuticulei, prevăzută în tinerețe cu fibrile întunecate dispuse radial, este la început catifelată, apoi presărată cu solzișori exerți care se rup de culoare mai închisă. Coloritul inițial aproape negru, schimbă apoi, devenind gri-brun până aproape maroniu-negricios, cu centru mai închis și marginea mai deschisă, îngălbenind ceva la bătrânețe.
- Lamelele: sunt fragile, destul de subțiri și relativ îndepărtate, adesea ondulate, aderate bombat la picior (numit: șanț de castel) cu muchii inițial netede, apoi zimțate, fiind la început gri-albicioase care se înroșesc prin apăsare, mai târziu rozalii sau pătând roșiatic.
- Piciorul: are o lungime de 4 la 8 (12) cm și o lățime 1,2 până la 2 cm, este cilindric, uneori slab îndoit, plin, cu baza slab îngroșată, ceva fibros și fără inel. Coaja albuie până gri-albicioasă, în vârsta cu pete roșiatice ca lamelele, este netedă cu un desen de fibrile maronii verticale. La bază este albastru-verzui sau pal roșiatic cu un miceliu alb. După apăsare se decolorează ruginiu.
- Carnea: destul de fermă, are în centrul pălăriei o grosime de peste 5mm, fiind în picior slab fibroasă și de un colorit albicios până palid gălbui sau deschis crem-gălbui. Mirosul este plăcut, ușor făinos și gustul dulcișor-făinos. Se înroșește după tăiere, dar numai foarte ezitant, de abia după mai multe ore.[5][6]
- Caracteristici microscopice: are spori ovoidali, aproape sferici, apiculați spre vârf, cu o picătură mare, uleioasă în mijloc, hialini (translucizi) și neamiloizi (nu se decolorează cu reactivi de iod), având o mărime de 6-7 x 5-6 microni. Pulberea lor este albă. Basidiile clavate cu fibule și patru (rar două) sterigme fiecare măsoară 25-30 x 6-7 microni. Cistidele celule de obicei izbitoare și sterile care pot apărea între basidii și himen, stratul fructifer), sunt mai scurte, cu vârfuri rotunjite și pediculate.[14] Hifele cuticulei inegale, cilindrice, uneori umflate cu o dimensiune de 20-56 x 6-16 (17) microni cu elemente terminale clavate și septate sunt asemănătoare celor ale cârnii pălăriei de 18-50 x 5-15 microni. Pigmentele intracelulare sunt incrustate și brune, dar numai în partea superioară. Pileocistide (elemente sterile de pe suprafața pălăriei) fără fibule cu o lățime de 4-7µm au hife cilindrice cu pereți minuțios incrustați și hialini. Caulocistidele (cistide situate la suprafața piciorului) lipsesc.[15]
- Reacții chimice: baza piciorului se decolorează cu formaldehidă roșu, lamelele cu sulfat de fier imediat roșu și carnea cu tinctură de Guaiacum încet albastru-verzui.[16][17]

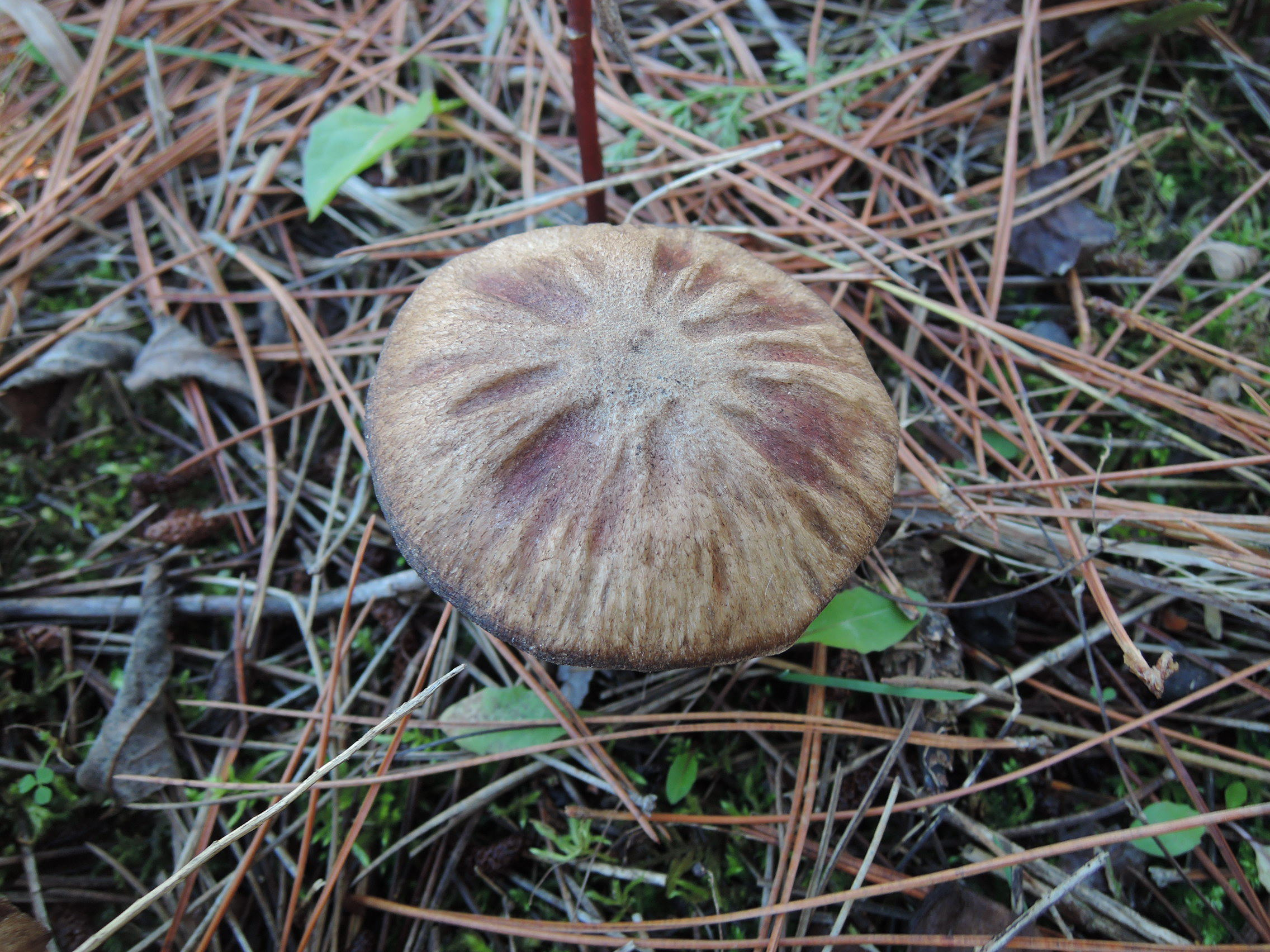
T. orirubens matur, pălărie
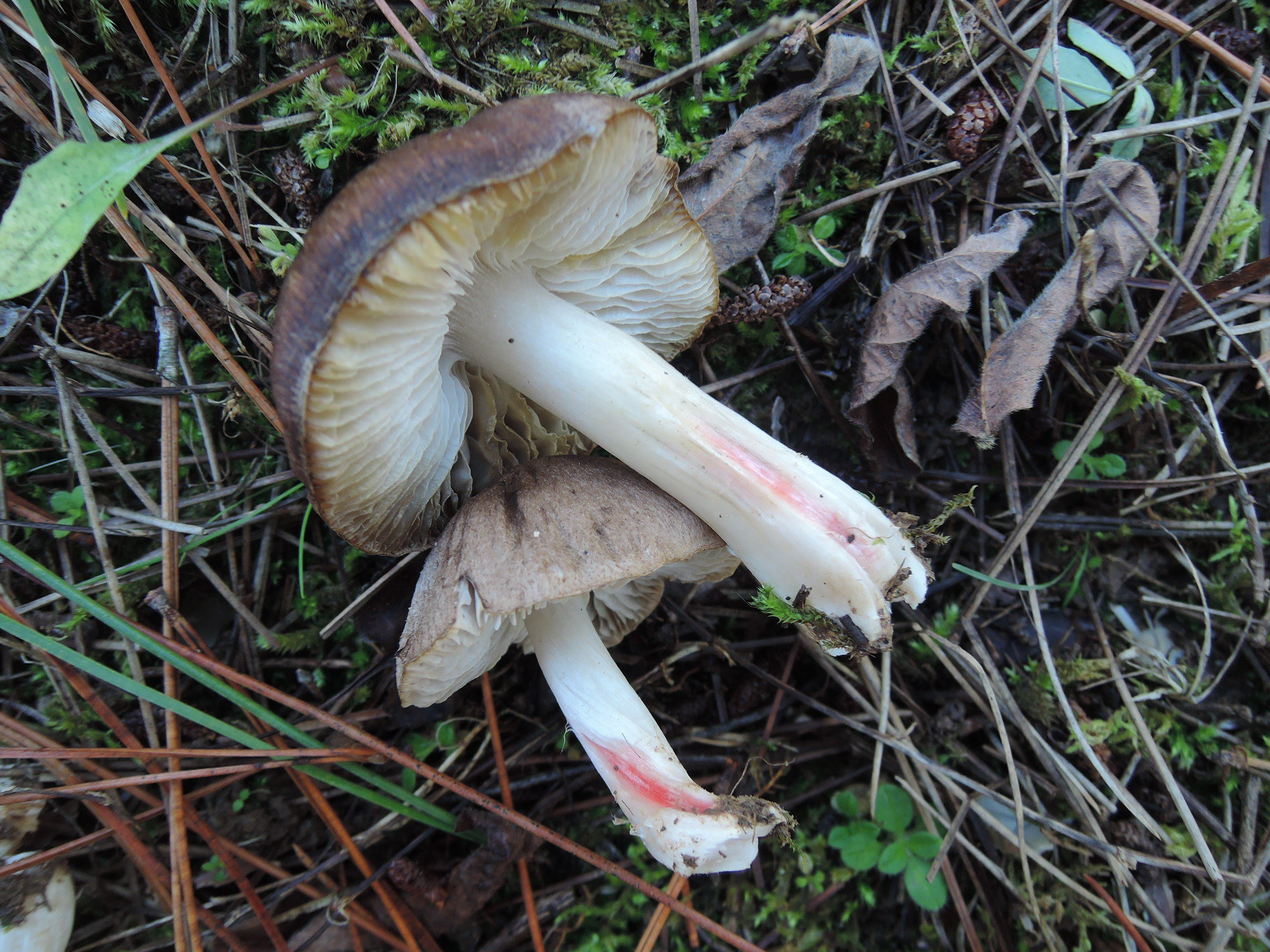
T. orirubens, lamele și picior
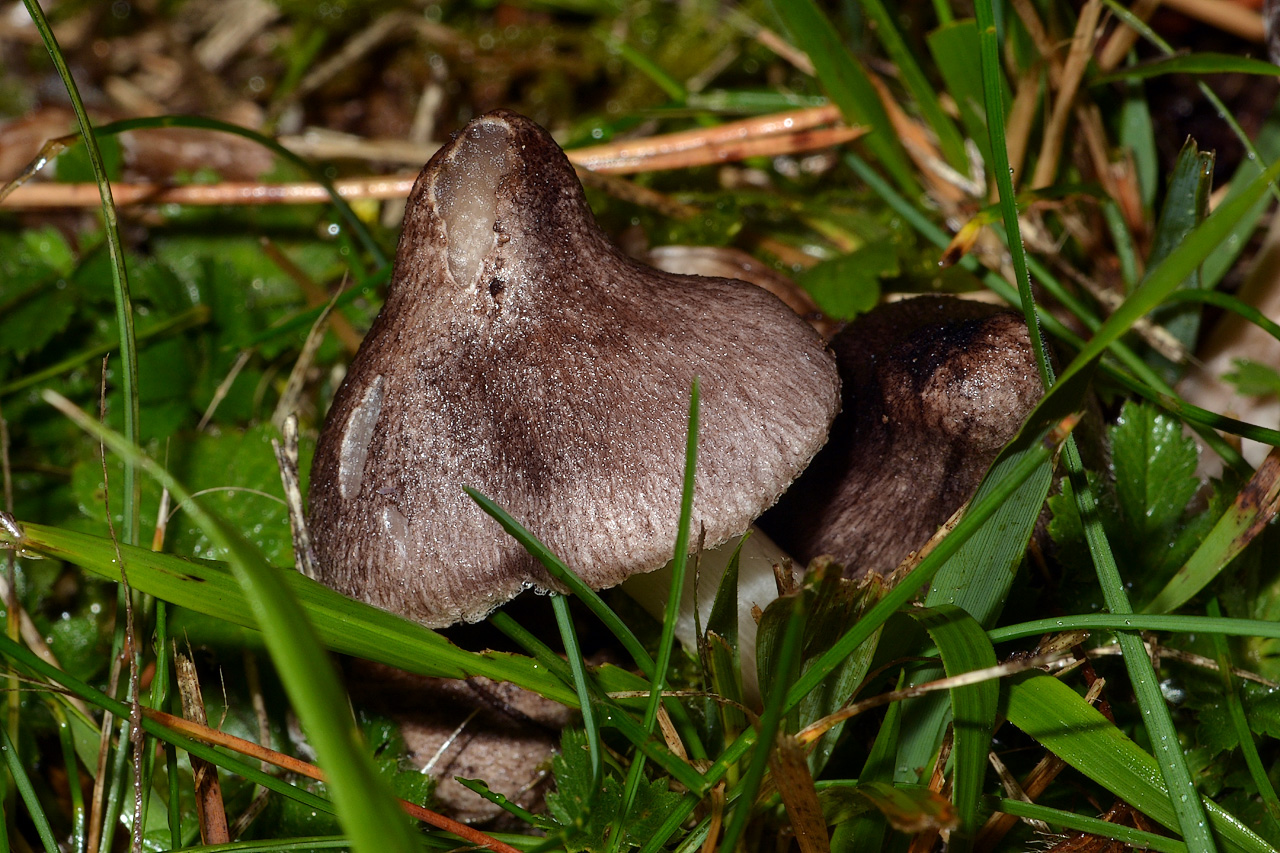
T. orirubens tânăr, mai închis
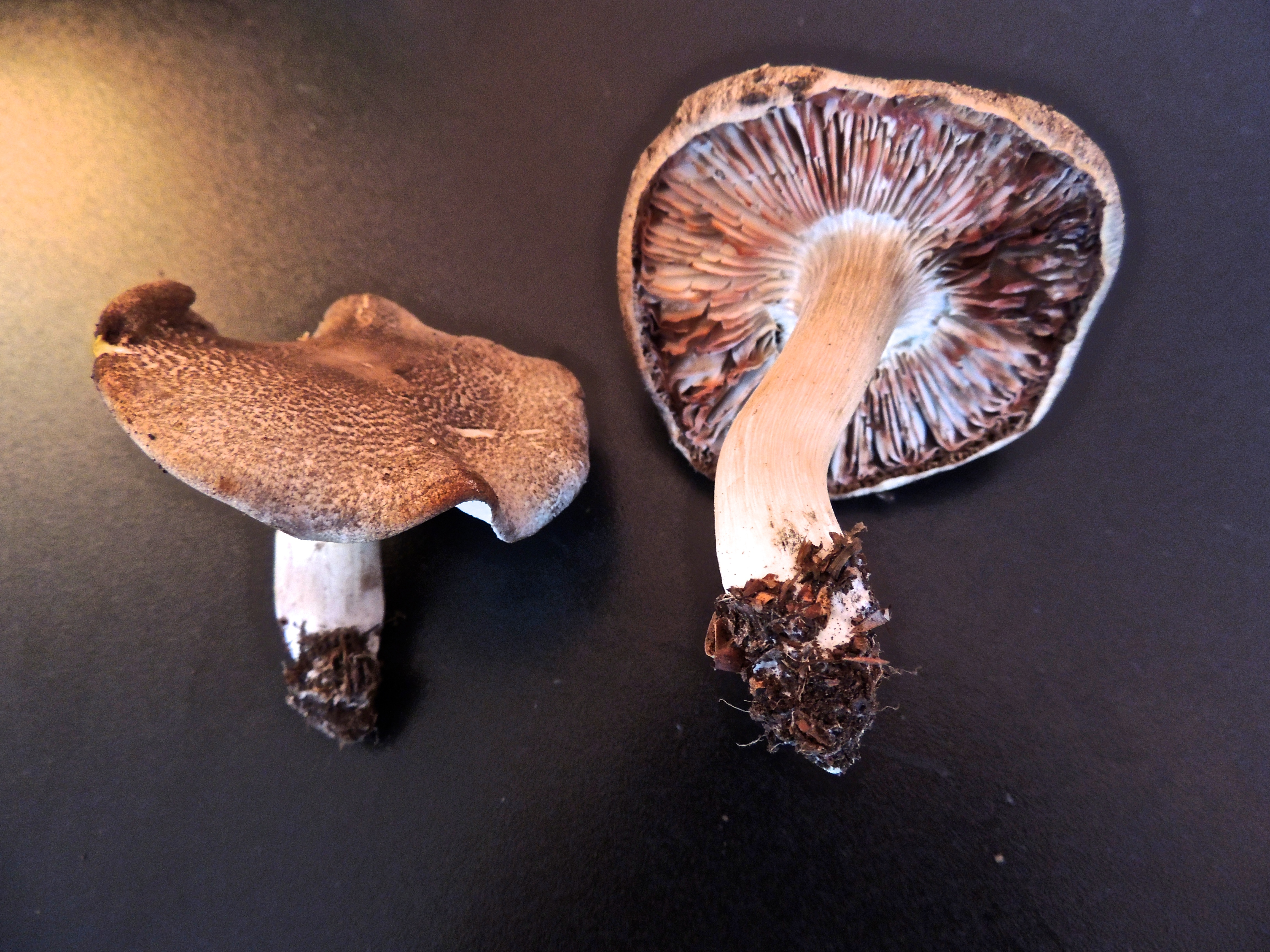
T. orirubens bătrâne

## Confuzii
Acest burete poate fi confundat ușor cu soiuri comestibile, necomestibile și toxice, ca de exemplu Inocybe asterospora (letal, crește pe sol calcaros în păduri de foioase, la marginea lor, pe lângă poteci și drumuri, miros dezgustător spermatic, gust blând, dar neplăcut), Tricholoma argyraceum (comestibil), Tricholoma atrosquamosum sin. Tricholoma squarrulosum (comestibil, trăiește în păduri de foioase preferat sub fagi dar și în cele de rășinoase, miros de piper negru, gust făinos), Tricholoma caligatum (comestibil), Tricholoma cingulatum (comestibil), Tricholoma gausapatum (comestibil),  Tricholoma imbricatum (comestibil, dar de calitate inferioară, trăiește în păduri de conifere preferat sub pini, suprafață maronie, solzos-fibroasă, cu miros imperceptibil, și gust blând până amar), Tricholoma pardinum sin. Tricholoma tigrinum (otrăvitor), Tricholoma portentosum (comestibil, savuros), se dezvoltă preponderent sub molizi și pini, respectiv sub plopi tremurători și mesteceni, miros de pepeni, castraveți, ușor de faină și gust blând, ceva făinos, după mestecare ca de pepene sau de stridie), Tricholoma scalpturatum (comestibil), Tricholoma sciodes (necomestibil până slab toxic, apare numai în păduri de fag pe sol bazic, miros pământos, gust amar și iute, trăiește numai în păduri de foioase preferat sub fagi), Tricholoma sejunctum (necomestibil, trăiește numai în simbioză cu arbori foioși, nu se dezvoltă pe sol nisipos, ci pe cel calcaros și argilos, miros fructuos de castraveți, nu făinos, gust amar), Tricholoma terreum (comestibil, savuros), Tricholoma virgatum (otrăvitor) sau Tricholoma vaccinum (necomestibil, ingerat în cantități mai mari toxic, se dezvoltă  în același habitat ca specia descrisă, miros făinos-pământos, gust făinos, amărui și slab iute).

## Specii asemănătoare

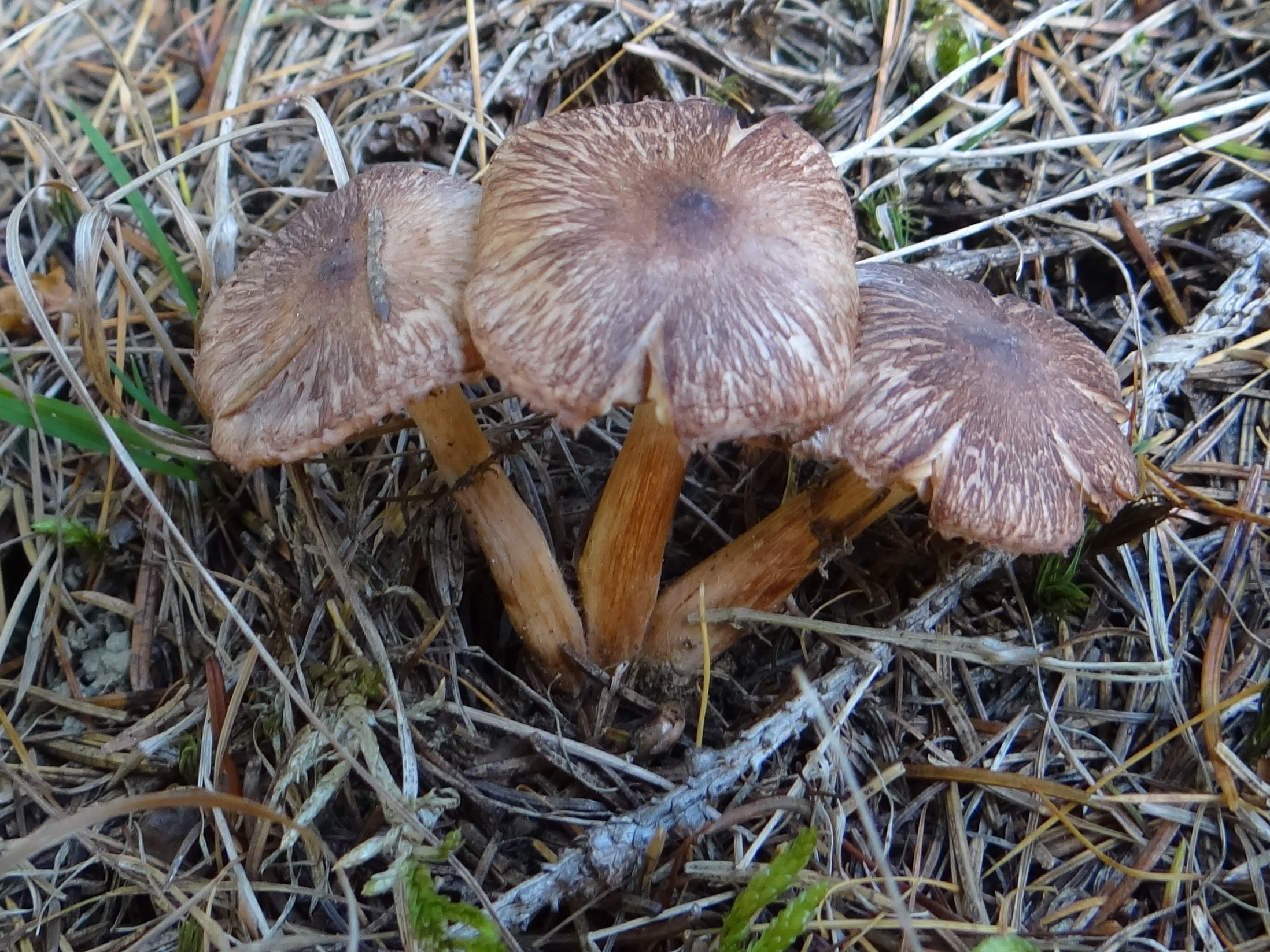
!!!Inocybe asterospora!!!
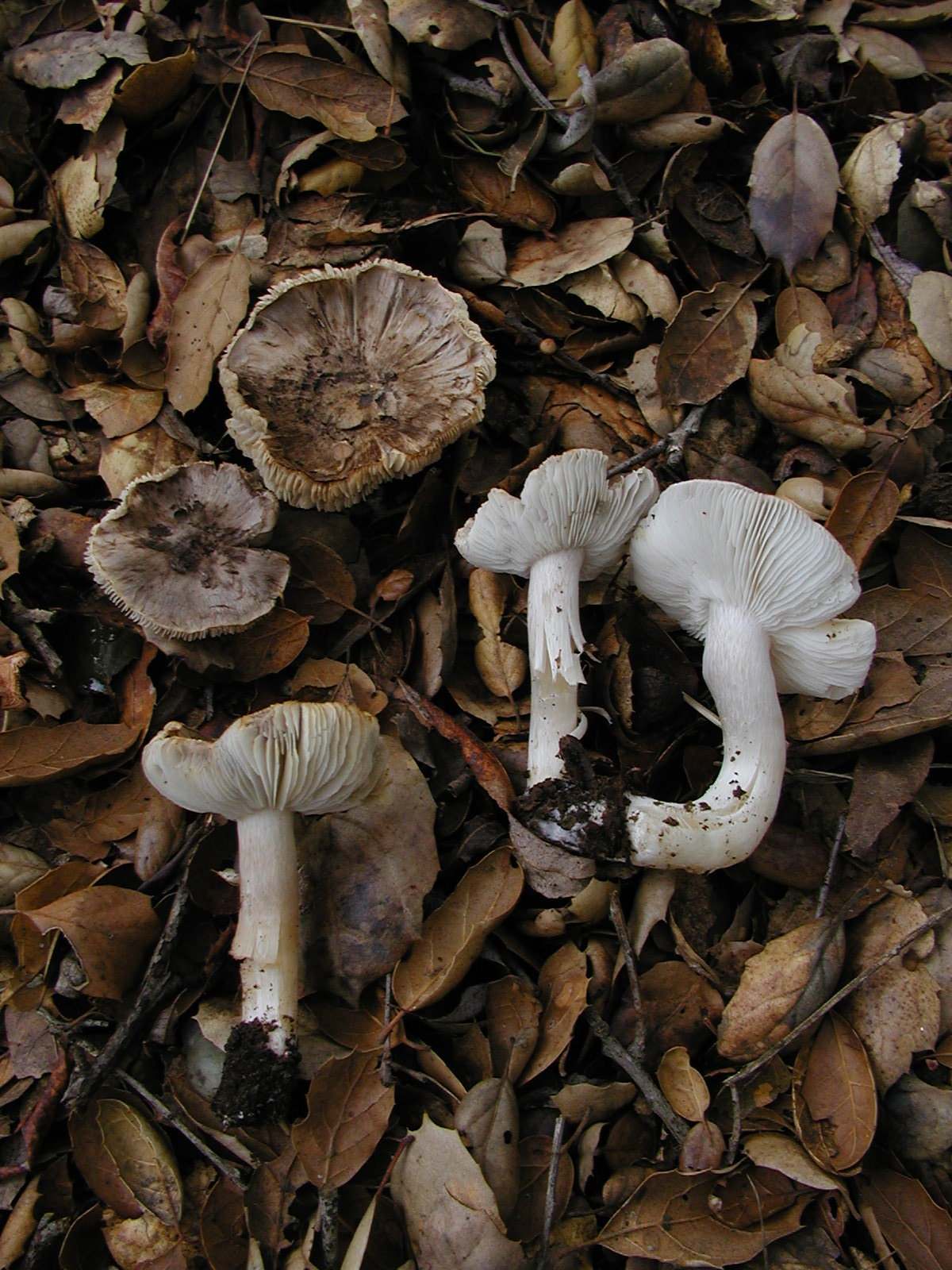
Tricholoma argyraceum
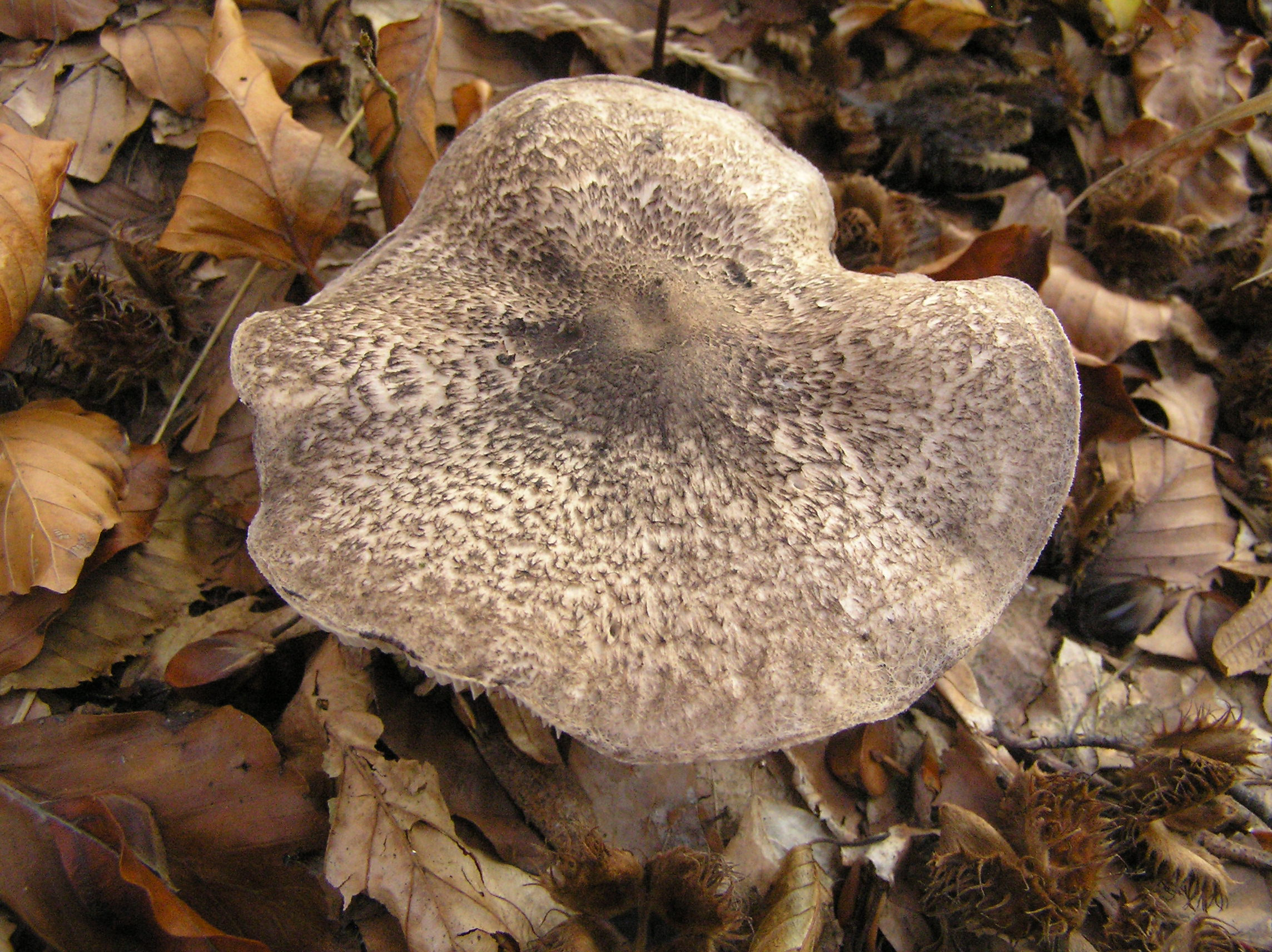
Tricholoma atrosquamosum
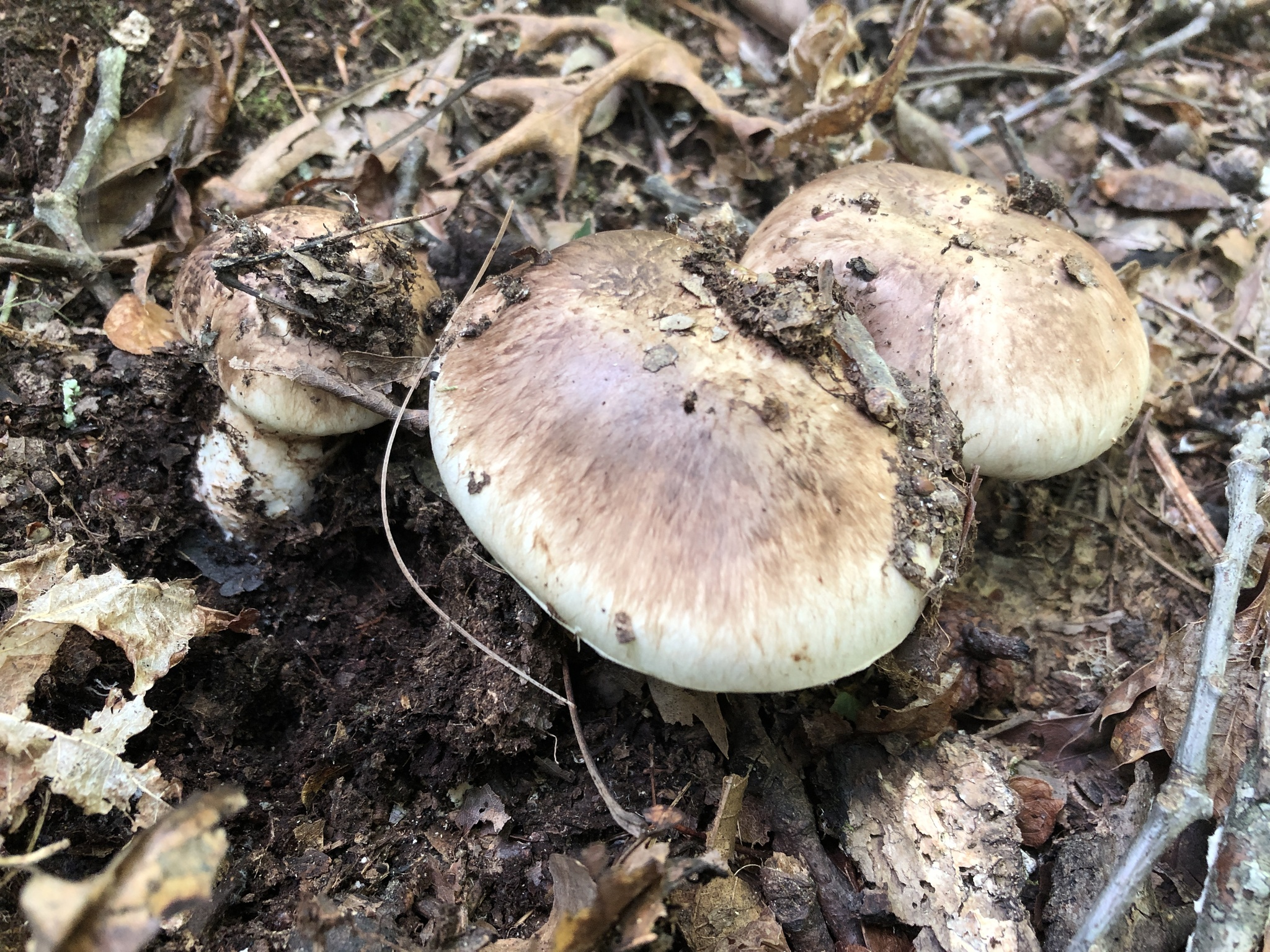
Tricholoma caligatum
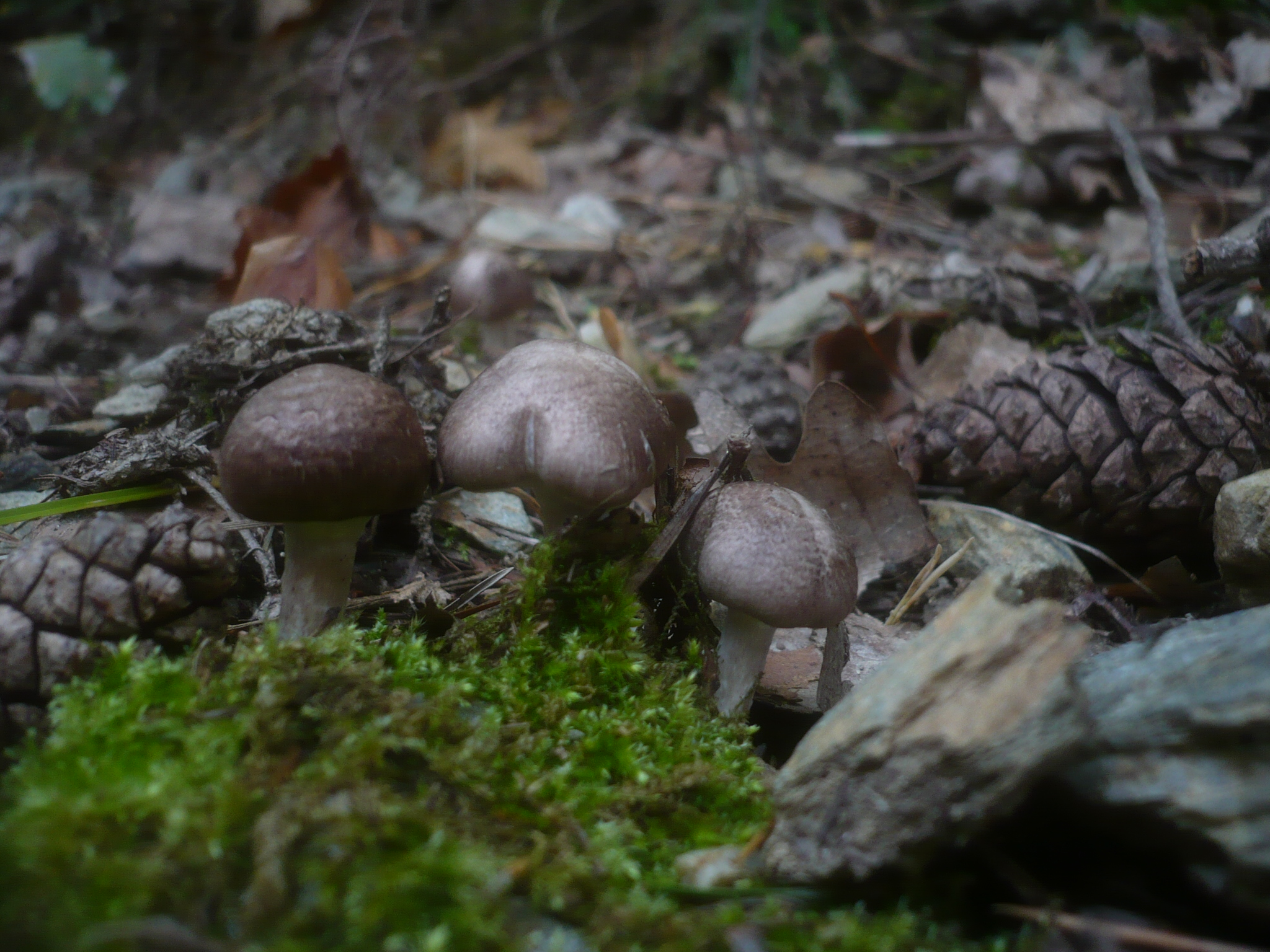
Tricholoma cingulatum

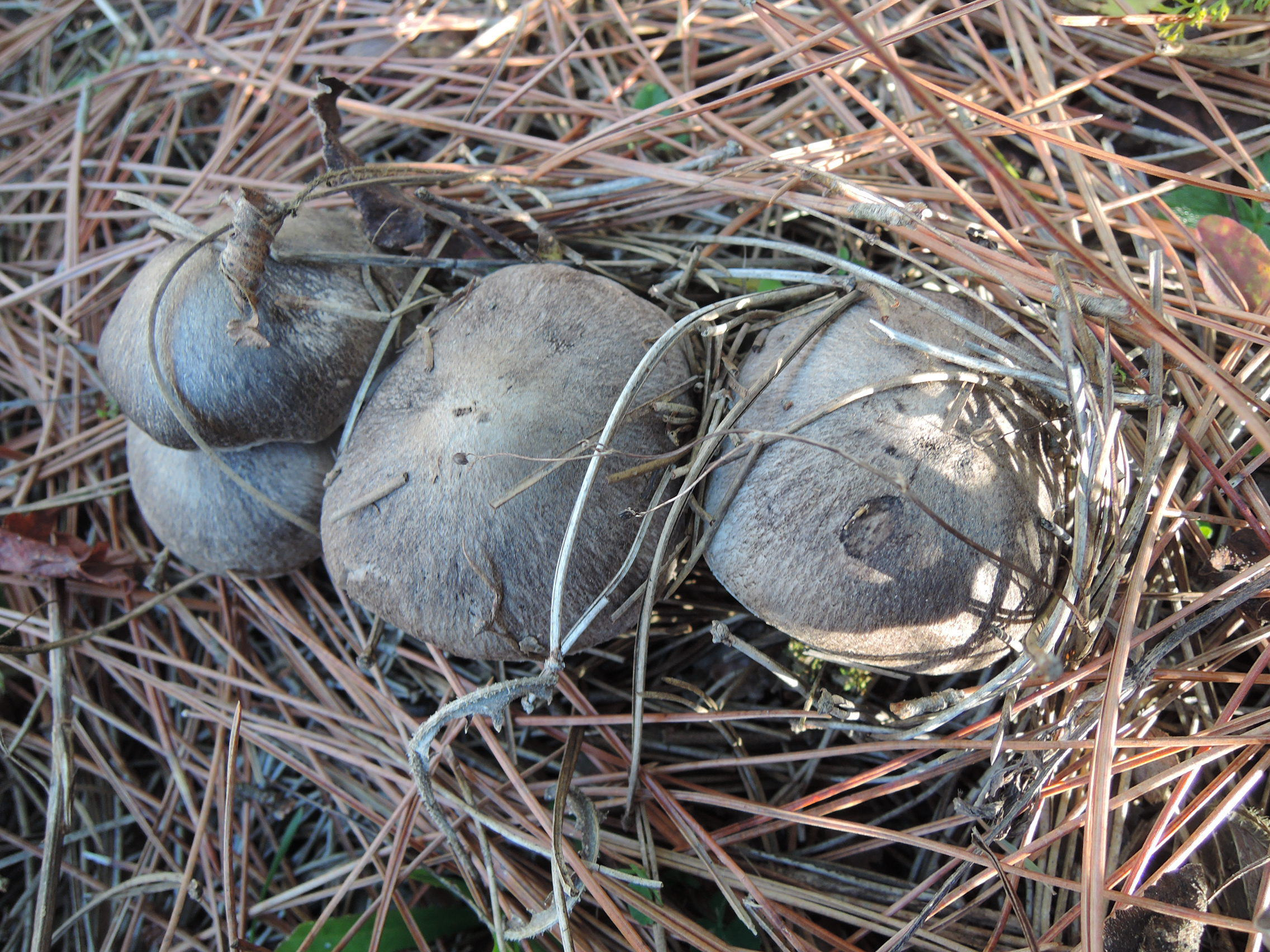
Tricholoma gausapatum
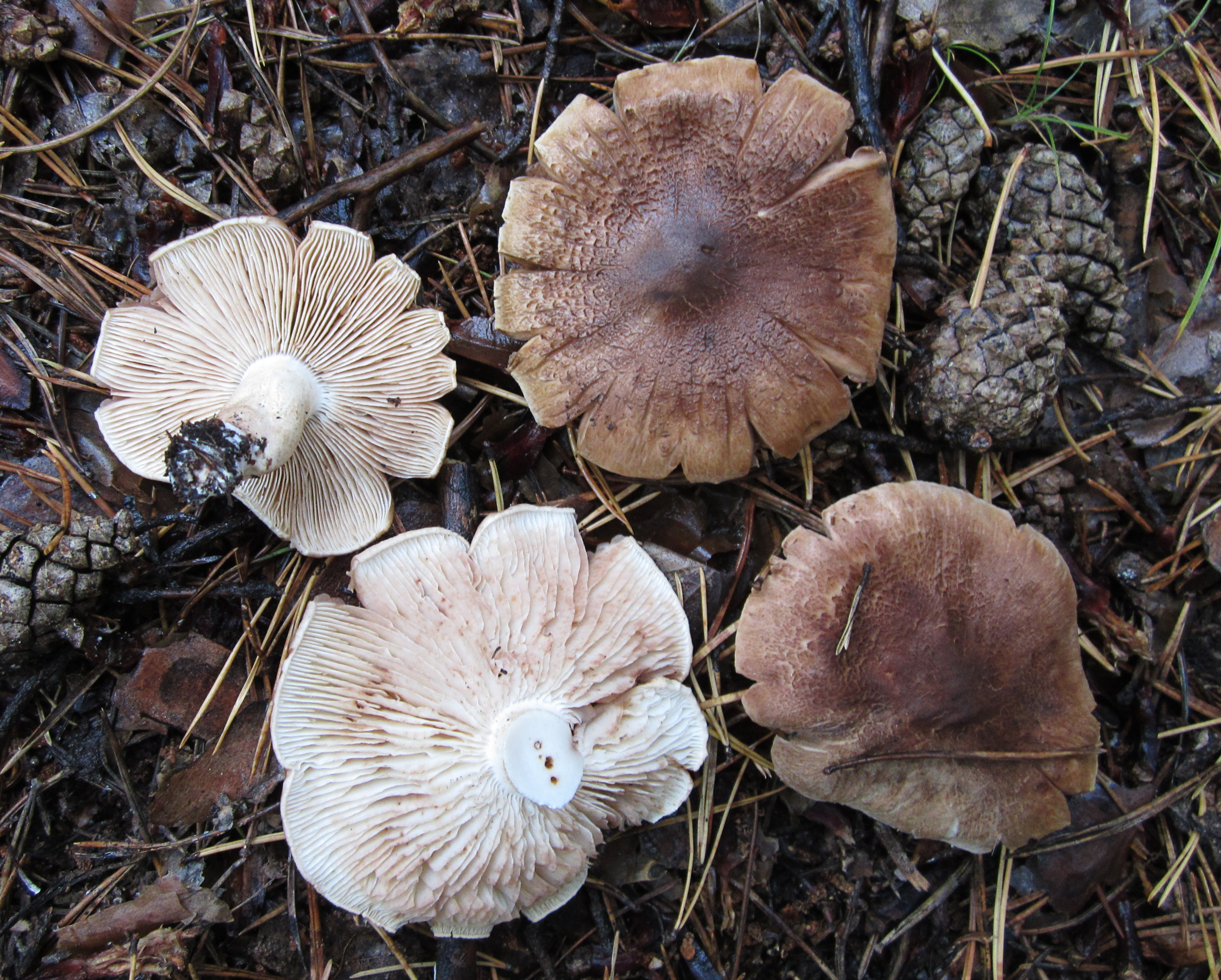
Tricholoma imbricatum
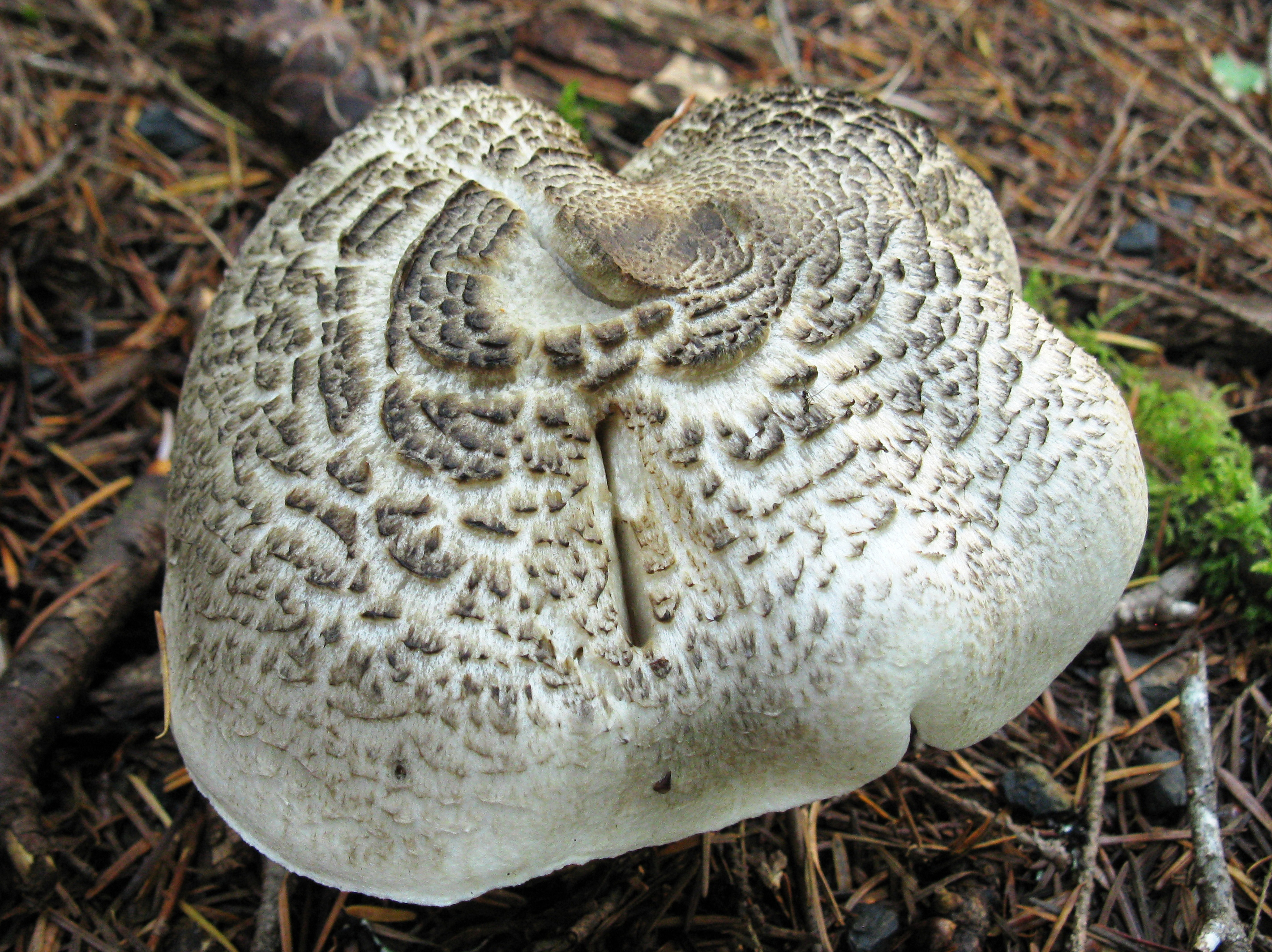
!!Tricholoma pardinum/tigrinum!!
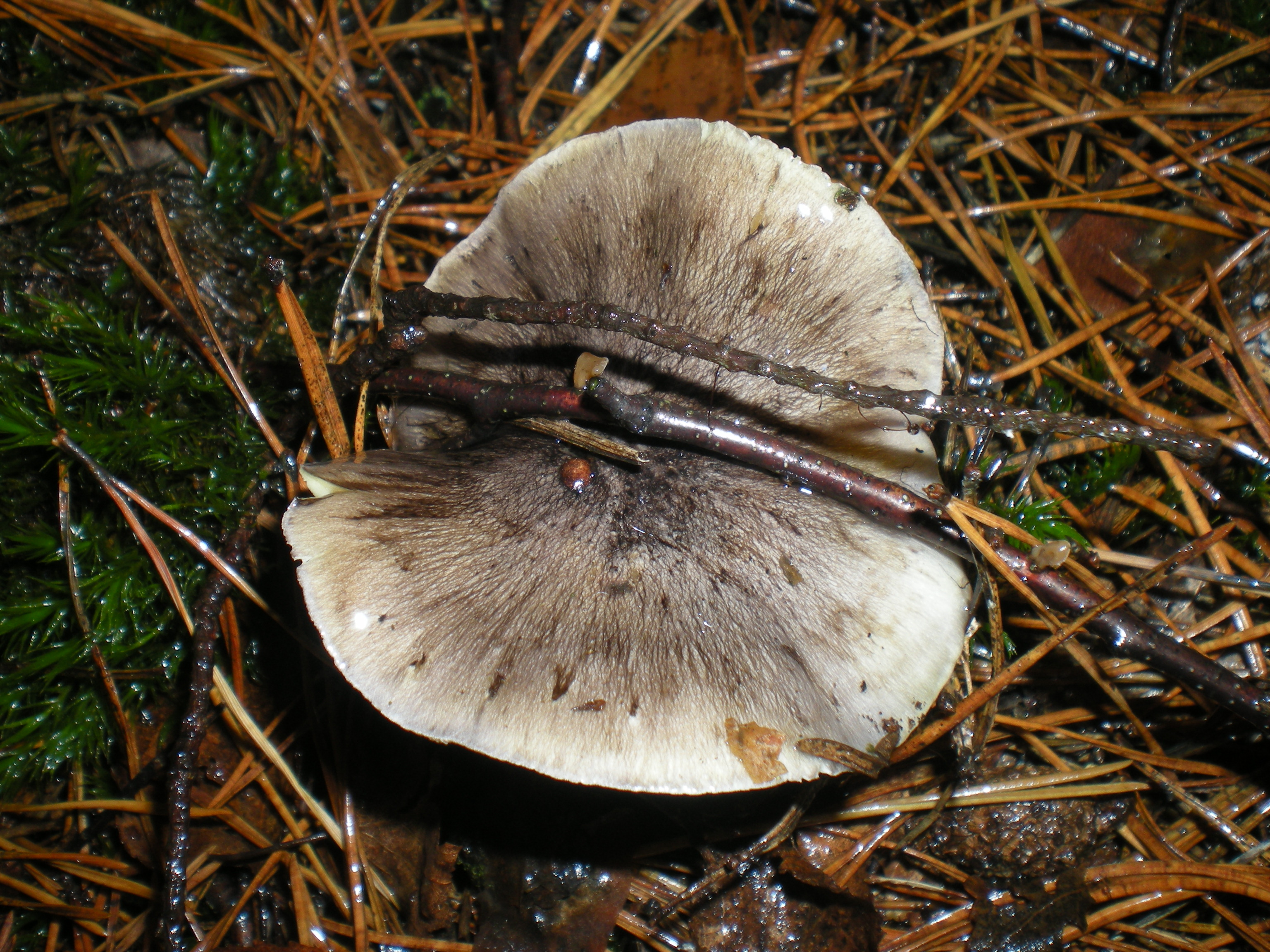
Tricholoma portentosum
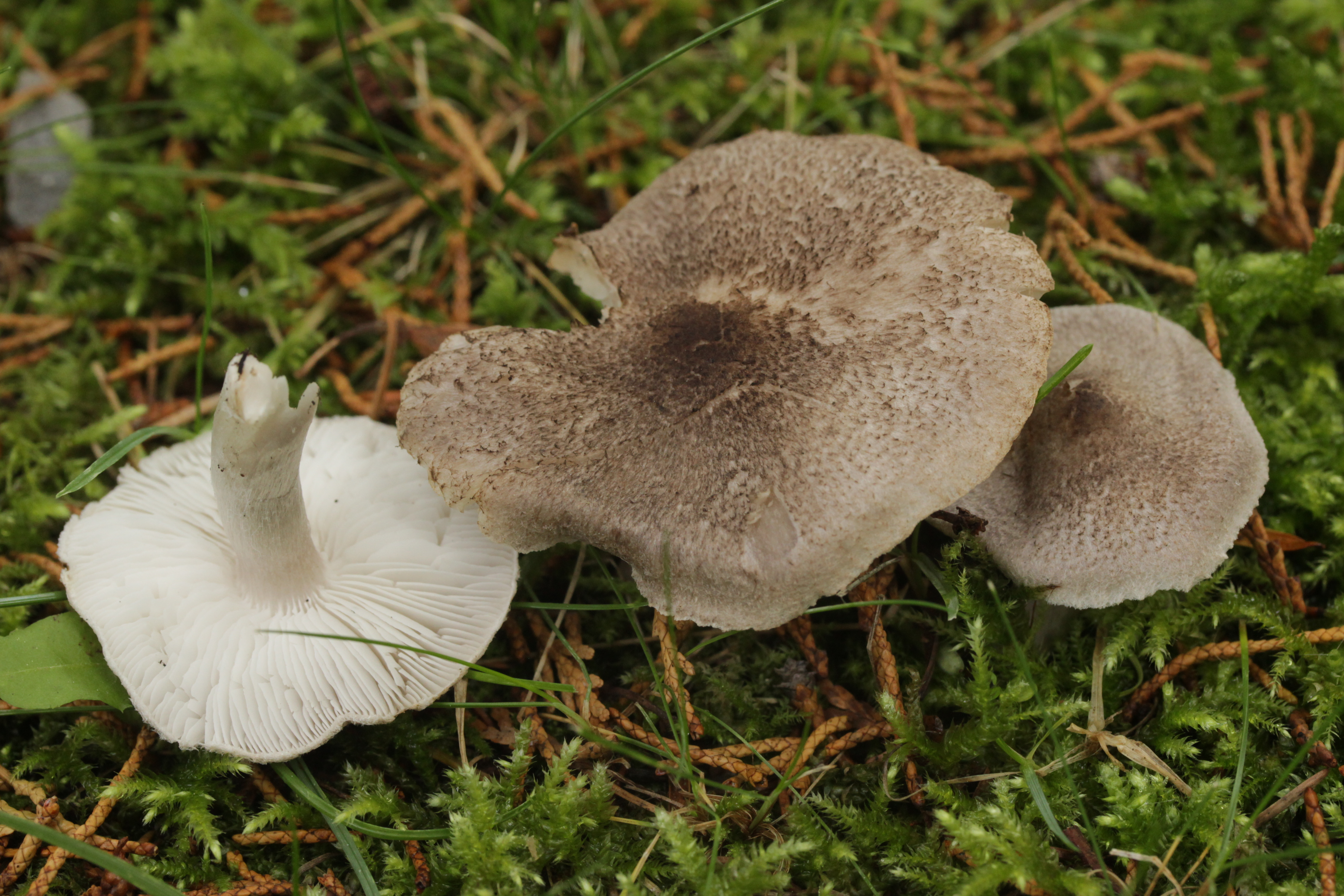
Tricholoma scalpturatum

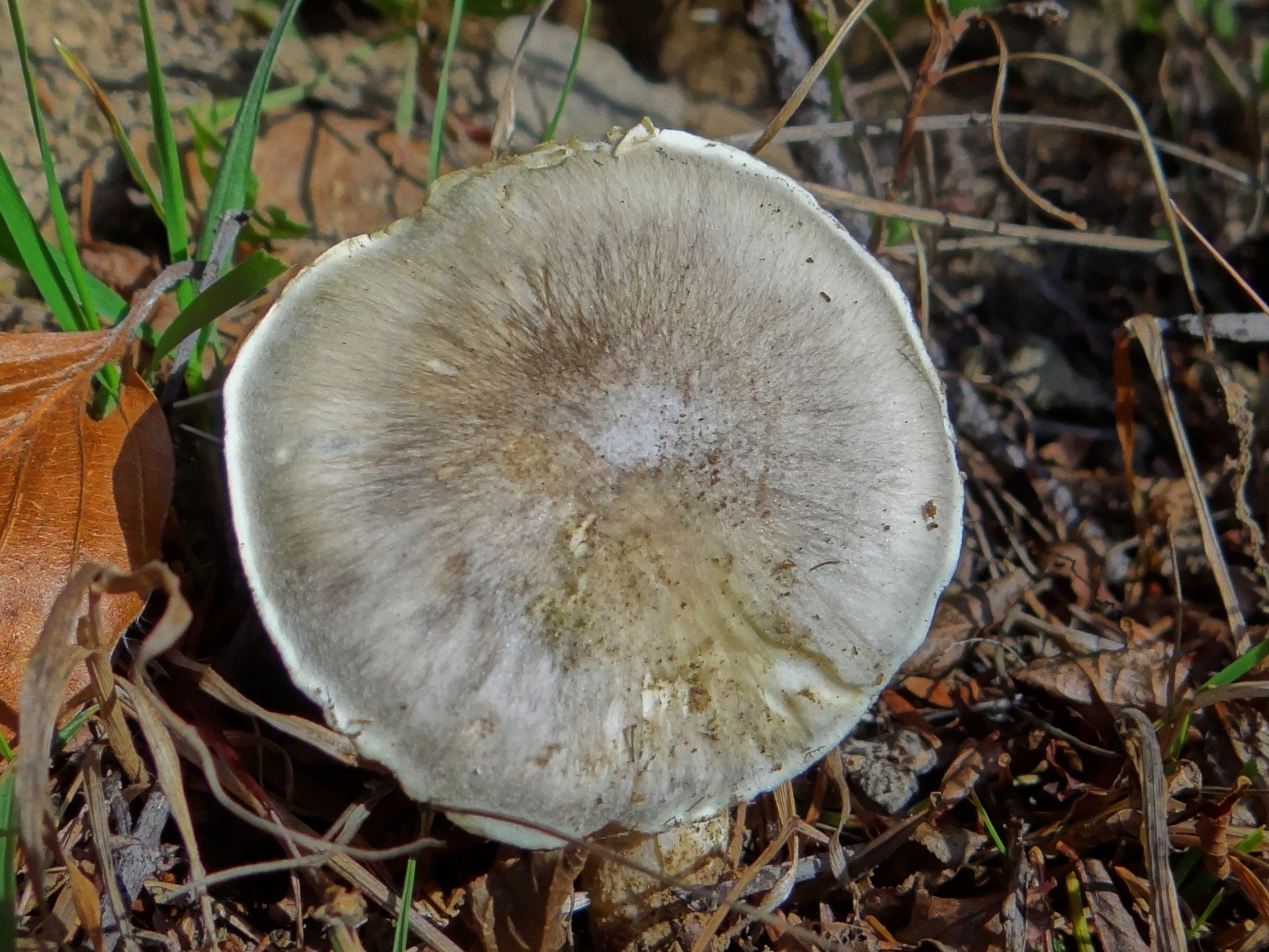
!Tricholoma sciodes!
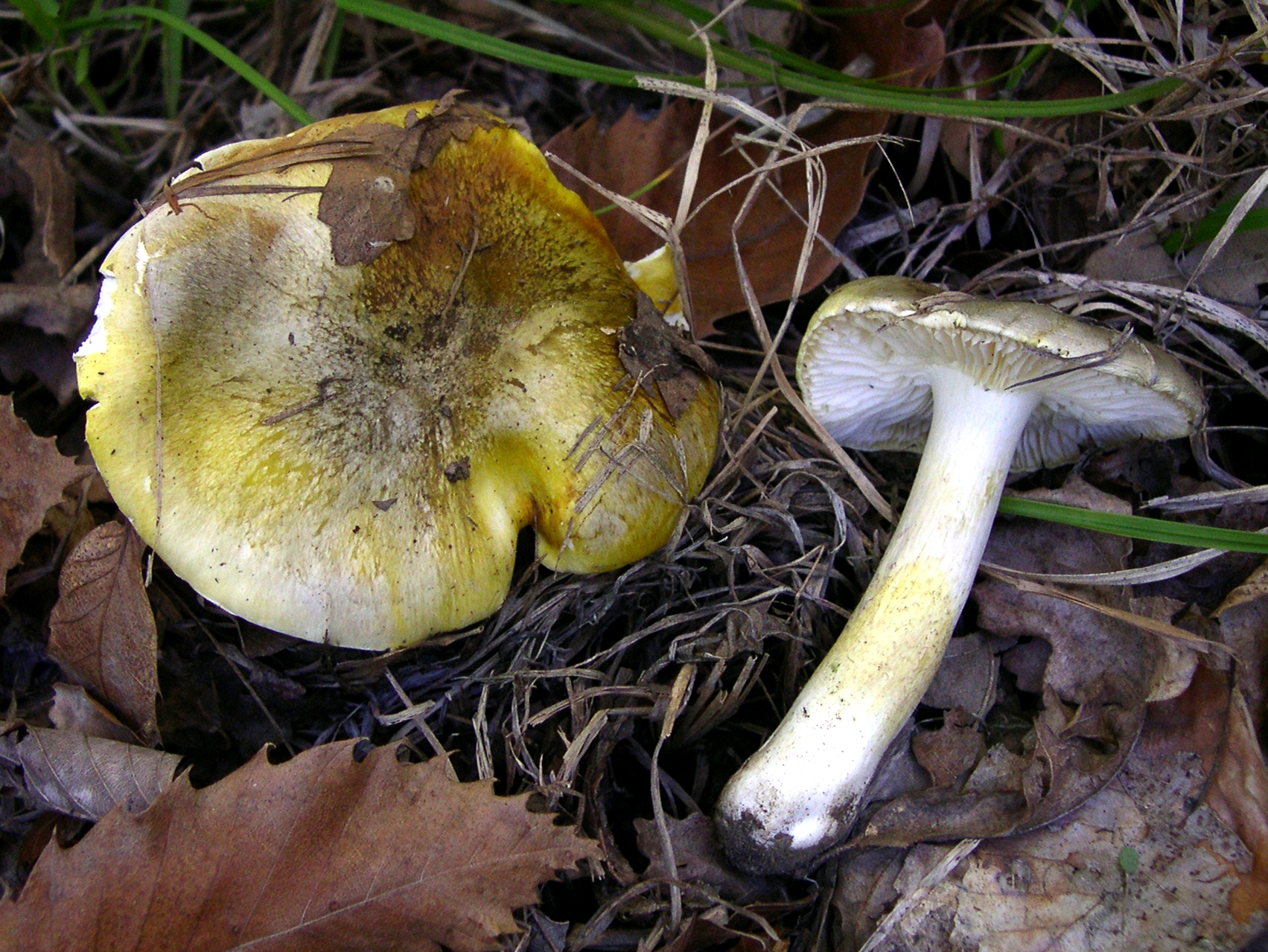
!Tricholoma sejunctum!
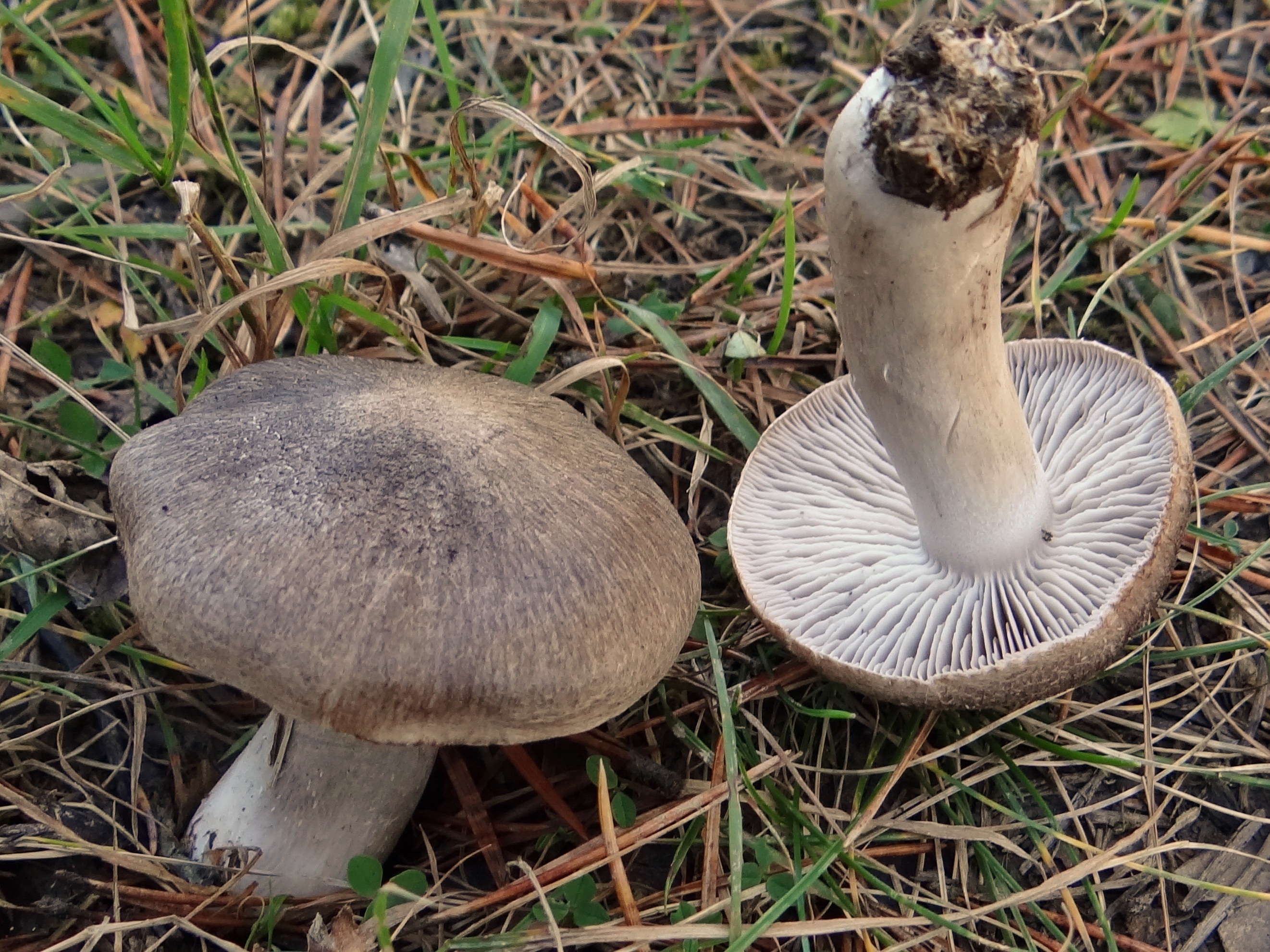
Tricholoma terreum
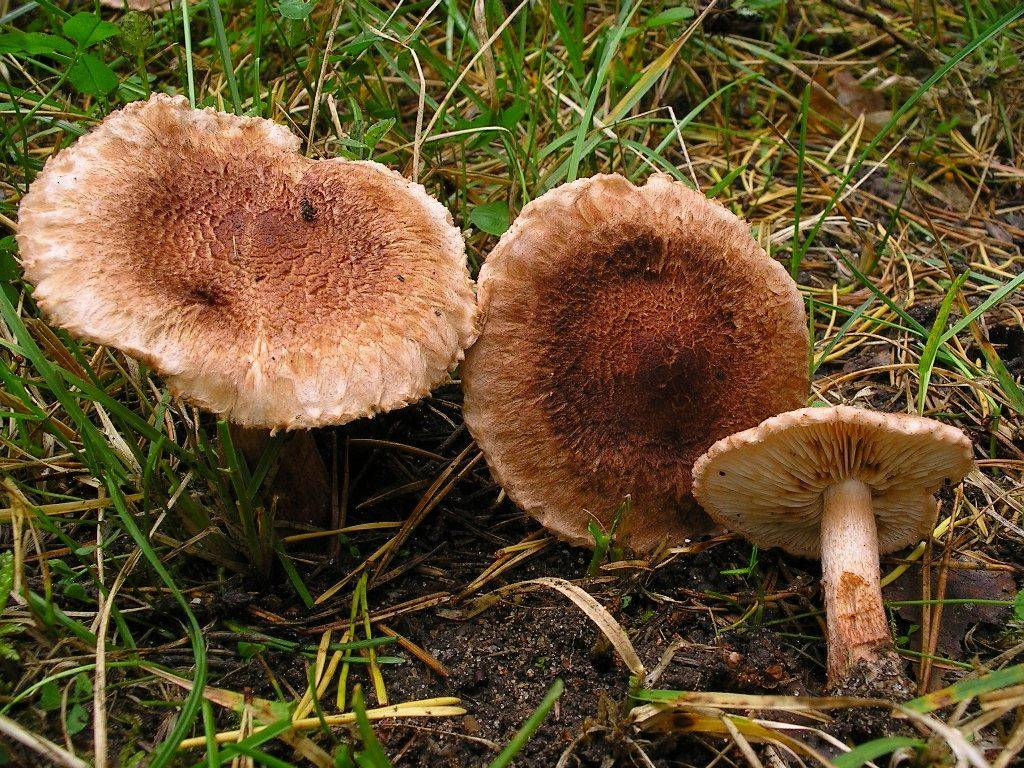
!Tricholoma vaccinum!
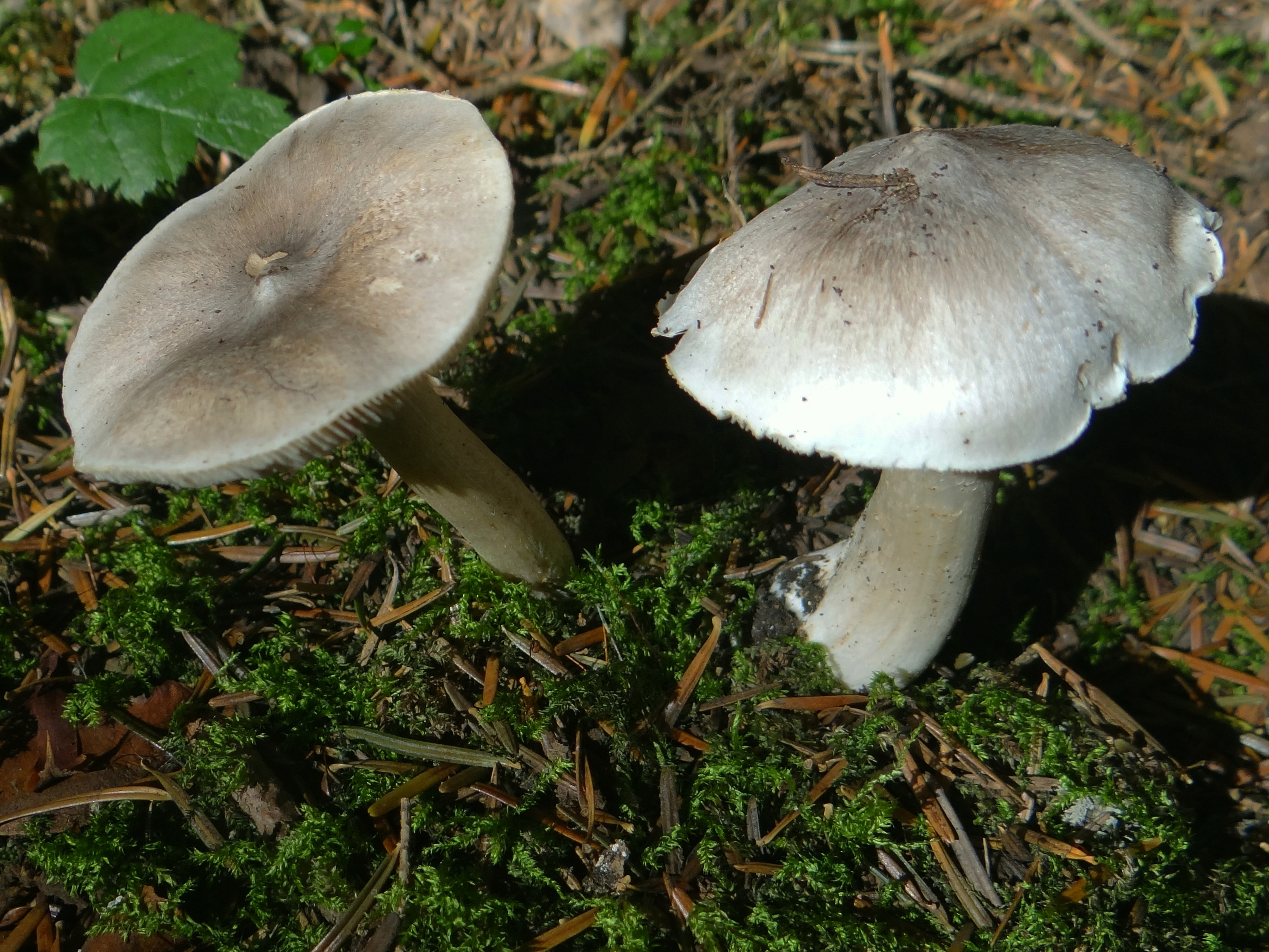
!!Tricholoma virgatum!!

## Valorificare
Acest soi este de calitate asemănător de mare ca cea a ciupercii șoarecelui, dar cu un miros fin de făină și poate fi preparat la fel.
Prin autorizația nr. 12 de la 5 mai 2016, Agenția Națională pentru Protecția Mediului a eliberat achiziționarea și/sau comercializarea acestei ciuperci. Astfel, soiul poate fi vândut în România oficial la piață.
| Nu mâncați niciodată bureți de genul Tricholoma iuți și/sau amari pentru că provoacă mereu tulburări gastrointestinale, parțial foarte severe. |